# Mazerolles (Charente)
Mazerolles település Franciaországban, Charente megyében. Lakosainak száma 305 fő (2022. január 1.). Mazerolles Le Lindois, Montbron, Montembœuf, Orgedeuil, Rouzède, Saint-Adjutory és Yvrac-et-Malleyrand községekkel határos.

## Népesség
A település népessége az elmúlt években az alábbi módon változott:
| Lakosok száma | 404  | 309  | 309  | 324  | 329  | 324  | 305  | 295  | 297  | 305  |
|               | 1968 | 1982 | 1990 | 2006 | 2013 | 2015 | 2017 | 2019 | 2020 | 2022 |